# Daniel Altmaier
Daniel Altmaier (Kempen; 12 de septiembre de 1998) es un jugador de tenis alemán profesional desde 2014. En dobles alcanzó el n.º 300 el 31 de enero de 2022. En el ranking individual su mejor puesto, n.º 53, alcanzado el 23 de mayo de 2022.

## Carrera

### 2017
Altmaier hizo su debut en un cuadro principal del circuito ATP como clasificado en el Geneva Open 2017, venciendo a Alexander Ward y Petr Michnev en la clasificación. Perdió contra Sam Querrey en la primera ronda.
Altmaier ganó su primer partido en el circuito ATP como perdedor afortunado en el Antalya Open 2017 al vencer a Víctor Estrella. En la siguiente ronda, derrotó al wildcard Marsel İlhan para llegar a los cuartos de final, donde perdió con Yūichi Sugita.

## Clasificación histórica

### ATP World Tour 500
| Róterdam                                                                                                | -   | 0-0 | 0 |
| Rio de Janeiro                                                                                          | -   | 0-0 | 0 |
| Acapulco                                                                                                | -   | 0-0 | 0 |
| Dubái                                                                                                   | -   | 0-0 | 0 |
| Barcelona                                                                                               | -   | 0-0 | 0 |
| Halle                                                                                                   | Q1  | 0-0 | 0 |
| Queen's Club                                                                                            | -   | 0-0 | 0 |
| Hamburgo                                                                                                | 1R  | 0-1 | 0 |
| Washington                                                                                              |     | 0-0 | 0 |
| Pekín                                                                                                   |     | 0-0 | 0 |
| Tokio                                                                                                   |     | 0-0 | 0 |
| Viena                                                                                                   |     | 0-0 | 0 |
| Basilea                                                                                                 |     | 0-0 | 0 |
| Total G-P                                                                                               | 0-1 | 0-1 | 0 |
| Leyenda: G: Torneo ganado; F: Finalista; SF: Semifinalista; CF: Cuartos de final; G-P: Ganados-Perdidos |     |     |   |

### ATP World Tour 250
| Ginebra                                                                                                 | 1R  | 0-1 | 0 |
| Stuttgart                                                                                               | Q1  | 0-0 | 0 |
| Antalya                                                                                                 | CF  | 2-1 | 0 |
| Total G-P                                                                                               | 2-2 | 2-2 | 0 |
| Leyenda: G: Torneo ganado; F: Finalista; SF: Semifinalista; CF: Cuartos de final; G-P: Ganados-Perdidos |     |     |   |

## Challengers y Futures (16+11)
| Leyenda           |
| ----------------- |
| Challengers (7+0) |
| Futures (9+6)     |

### Individuales (16)
| N.º | Fecha      | Torneo                        | Superficie        | Oponente                | Resultado           |
| --- | ---------- | ----------------------------- | ----------------- | ----------------------- | ------------------- |
| 1.  | 26.06.2016 | Bélgica F2                    | Tierra batida     | Maxime Authom           | 6-2, 6-2            |
| 2.  | 24.07.2016 | Bélgica F6                    | Tierra batida     | Casper Ruud             | 6-7(3), 6-1, 7-6(3) |
| 3.  | 04.12.2016 | Catar F4                      | Dura              | Jonny O'Mara            | 7-5, 6-3            |
| 4.  | 19.02.2017 | Suiza F2                      | Moqueta (i)       | Tim Puetz               | 7-5, 7-6(5)         |
| 5.  | 09.04.2017 | Catar F1                      | Dura              | Antoine Escoffier       | 6-4, 6-3            |
| 6.  | 16.06.2019 | Alemania M15                  | Tierra batida     | Christian Lindell       | 6-1, 6-3            |
| 7.  | 10.11.2019 | Estados Unidos M25            | Dura              | Alexander Sarkissian    | 6-2, 6-4            |
| 8.  | 24.11.2019 | Estados Unidos M15            | Dura (i)          | Michael Geerts          | 4-6, 6-3, 6-0       |
| 9.  | 01.12.2019 | República Dominicana M15      | Dura              | Jan Choinski            | 6-3, 4-6, 6-4       |
| 10. | 10.07.2021 | Challenger de Braunschweig    | Tierra batida     | Henri Laaksonen         | 6-1, 6-2            |
| 11. | 22.08.2021 | Challenger de Lüdenscheid     | Tierra batida     | Nicolás Jarry           | 7-62, 4-6, 6-3      |
| 12. | 28.11.2021 | Challenger de Puerto Vallarta | Dura              | Alejandro Tabilo        | 6-3, 3-6, 6-3       |
| 13. | 15.05.2022 | Challenger de Heilbronn       | Tierra batida     | Andrej Martin           | 3-6, 6-1, 6-4       |
| 14. | 30.10.2022 | Challenger de Lima II         | Tierra batida     | Tomás Martín Etcheverry | 6-1, 6-74, 6-4      |
| 15. | 06.11.2022 | Challenger de Guayaquil       | Tierra batida     | Federico Coria          | 6-2, 6-4            |
| 16. | 16.04.2023 | Challenger de Sarasota        | Tierra batida (v) | Daniel Elahi Galán      | 7-61, 6-1           |

#### Finalista en individuales (5)
| N.º | Fecha      | Torneo       | Superficie    | Oponente          | Resultado        |
| --- | ---------- | ------------ | ------------- | ----------------- | ---------------- |
| 1.  | 13.09.2015 | Italia F26   | Tierra batida | Lorenzo Sonego    | 5-7, 4-6         |
| 2.  | 16.10.2016 | Italia F33   | Tierra batida | Stefano Travaglia | 4-6, 6-2, 1-6    |
| 3.  | 20.11.2016 | Kuwait F3    | Dura          | Marcus Willis     | 3-6, 6-7(8)      |
| 4.  | 25.12.2016 | Tailandia F5 | Dura          | Soon Woo Kwon     | 2-6, 2-6         |
| 5.  | 06.04.2017 | Catar F2     | Dura          | Antoine Escoffier | 2-6, 7-6(2), 4-6 |

### Dobles (6)
| N.º | Fecha      | Torneo       | Superficie    | Compañero        | Oponentes                               | Resultado           |
| --- | ---------- | ------------ | ------------- | ---------------- | --------------------------------------- | ------------------- |
| 1.  | 08.02.2015 | Sri Lanka F1 | Tierra batida | Tom Schonenberg  | José Checa Calvo Rui Machado            | 6-7(6), 6-3, [11-9] |
| 2.  | 18.09.2016 | Bélgica F14  | Tierra batida | Marvin Netuschil | Oscar Otte Tom Schonenberg              | 6-2, 6-0            |
| 3.  | 23.10.2016 | Italia F34   | Tierra batida | Marvin Netuschil | Claudio Fortuna Omar Giacalone          | 6-2, 6-0            |
| 4.  | 06.11.2016 | Kuwait F1    | Dura          | Fred Simonsson   | Sanjar Fayziev Shonigmatjon Shofayziyev | 7-6(3), 6-2         |
| 5.  | 20.11.2016 | Kuwait F3    | Dura          | Marcus Willis    | Roy de Valk Ronan Joncour               | 6-1, 6-1            |
| 6.  | 19.02.2017 | Suiza F2     | Moqueta (i)   | Marvin Netuschil | Maximilian Neuchrist David Pel          | 7-5, 1-6, [11-9]    |

#### Finalista en dobles (3)
| N.º | Fecha      | Torneo             | Superficie    | Compañero      | Oponentes                          | Resultado        |
| --- | ---------- | ------------------ | ------------- | -------------- | ---------------------------------- | ---------------- |
| 1.  | 24.05.2015 | República Checa F2 | Tierra batida | Paul Woerner   | Mateusz Kowalczyk Adam Majchrowicz | 3-6, 5-7         |
| 2.  | 13.11.2016 | Kuwait F2          | Dura          | Fred Simonsson | Jordi Muñoz Abreu David Pérez Sanz | 4-6, 4-6         |
| 3.  | 16.04.2017 | Catar F2           | Dura          | Lucas Miedler  | Markus Eriksson Milos Sekulic      | 5-7, 6-3, [7-10] |

## Ranking ATP al finalizar una temporada
Variaciones en el ranking ATP al finalizar la temporada.
* Estadísticas actualizadas al 4 de octubre de 2020.
| Año                     | 2014 | 2015 | 2016 | 2017 | 2018 | 2019 |
| Ranking en individuales | 986  | 847  | 404  | 275  | 370  | 279  |